# Melanžové příze
Melanžová příze (frz. melange = směs) je jednoduchá nebo skaná příze s barevným efektem, který vzniká smíšením vláken různé barvy nebo různého původu. Příze způsobuje ve zboží rozptýlenou (difuzní) vícebarevnost.
Ke speciálním druhům melanží patří například marengo, jaspé, viguré, muliné nebo i přírodní melanž, která se sestavuje z různých barevných odstínů velbloudí srsti, alpaky a ovčí vlny.

## Příprava ke směsování
Melanžování je část textilní koloristiky, což je vizuálně/ kolorimetrické hodnocení a určování barevných odstínů v textiliích. Přes mnohé pokusy nebyla v koloristice dosud nalezena žádná zcela objektivní metoda pro sestavení vlákenné směsi pro určitý barevný odstín. Tento problém je u melanží navíc komplikovaný tím, že na melanže se v poměru k jednobarevným textiliím spotřebuje pro stejný barevný odstín až o 2/3 více barviva. Určování správných podílu jednotlivých barev přádní partie je proto značně závislé na kvalifikaci a zkušenostech zodpovědného technika. 
K běžným metodám přípravy patří:
Před sestavením přádní partie se zhotoví na laboratorním mykacím stroji vzorky s rozdílnými podíly barevných komponentů, vzorky se zplstí ručně nebo na filcovacím přístroji a porovnají vizuálně (a případně kolorimetricky) s požadovaným odstínem hotové textilie.

## Způsoby melanžování
Podle způsobu vytváření směsi se dají rozeznávat výrobky vzniklé
- spředením z různobarevných nebo potištěných česanců (viguré). Směsování se provádí družením dlouhovlákenných česanců na posukovacím stroji s hřebenovým průtahovým ústrojím nebo na speciálních melanžérech (sdružovací a protahovací stroje pro směsování až 40 česanců)

- ze směsí vlákenných vloček vytvořených před mykáním většinou na soupravě podávacích strojů.

Pro každou komponentu se používá jeden podávací stroj. Vlákna se zde rozvolní a přicházejí do zásobníku, ten se otevře po naplnění patřičným množstvím (podílem na směsi), vlákna padají na dopravní pás, který je vede k mísicí komoře a dále k mykacímu stroji. Tímto způsobem se melanžují mykané, vigoňové nebo poločesané příze.
- družením různobarevných přástů na dopřádacím stroji (jaspé)
- skaním nití s různou barvou nebo z materiálů s rozdílnou afinitou k barvivům (muliné)[5] [6]
- ručním směsováním vlákenných roun s pomocí jednoduchých nástrojů. Tak se dají vytvořit jedinečné barevné odstíny, tyto melanže ovšem nejsou reprodukovatelné.[8]